# ツネイシホールディングス
ツネイシホールディングス株式会社（英語: Tsuneishi Holdings Inc.）は、日本の持株会社である。広島県福山市に本社を置き、備後地方に地盤を置く有力企業の一社。
2011年（平成23年）1月、事業部門を新設分割と吸収分割し、事業持株会社から純粋持株会社となった。2011年7月から直営で一般客向けのホテル事業を開始し再び事業持株会社となった。

## 沿革
- 1903年（明治36年）- 神原勝太郎が海運業（神原汽船）創業。中古船で石炭輸送を始める[4]。
- 1917年（大正6年）- 塩浜造船所開設（常石造船の創業）。船の建造・修理を自前にして海運事業のコストダウンを図る[4]。
- 1953年（昭和28年）- 住広石炭商会（のちの住広）設立。
- 1963年（昭和38年）- 常石鉄工株式会社設立。
- 1966年（昭和41年）- 神原林業株式会社（のちの常石林業建設）設立。
- 1968年（昭和43年）- 神原食品工業株式会社（のちの常石エンタプライズ）設立。
- 1978年（昭和53年）- 神原マリン株式会社（のちの常石ポートサービス）設立。
- 1979年（昭和54年）- 常石エンジニアリング株式会社設立。
- 1992年（平成4年）- 株式会社ツネイシリサーチアンドデベロップメント設立。
- 2007年（平成19年）1月 - 常石造船がグループ10社を吸収合併し、事業持株会社ツネイシホールディングス株式会社発足。
- 2010年（平成22年）12月24日、明石淡路フェリーの臨時株主総会にて、全保有株式の淡路ジェノバラインへの譲渡と派遣していた役員の退任により経営から撤退したことを発表した[5]。
- 2011年（平成23年）
  - 1月 - 社内カンパニーを会社分割し、純粋持株会社となる[2][6]。
  - 7月1日 - ツネイシホールディングスの研修施設を改装し、一般客向けの「神石高原ホテル」として直営で営業開始[3]。
- 2012年（平成24年）- 投資や新規事業開発を行うせとうちホールディングスを設立[7]。
- 2016年（平成28年）1月 - ツネイシビジネスサービス株式会社を吸収合併[8]。
- 2019年（平成31年）4月 - せとうちホールディングスを吸収合併[9]。

## 創業者一族
- 神原勝太郎 - 創業者[10]
- 神原秀夫（1916-1977） - 勝太郎の子、常石造船社長などのほか沼隈町初代町長も兼任。町民のパラグアイ移民事業を推進したほか、同町に神勝寺を開くなどした[11][10][4]
- 神原眞人 - 秀夫の子、常石造船社長などを務めた[10]
- 神原勝成 - 眞人の長男、ツネイシホールディングス社長、常石造船社長などを経て、せとうちホールディングス代表となり、ガンツウの就航やせとうちSEAPLANESの開業などで話題を呼んだが、2019年にツネイシホールディングスに吸収された[12][10][13][9]。2025年1月ツネイシホールディングス社長に復帰[14]。
- 神原宏達 - 眞人の四男、神原汽船社長。ツネイシホールディングス社長、常石造船専務取締役を歴任[15][10]
- 神原弥奈子 - 眞人の娘[10]

## 主要関連会社

### 造船

#### 日本
常石造船株式会社
- 船舶の建造、修繕

常石鉄工株式会社
- 金属製品の加工

常石商事株式会社
- 鋼材の販売

常石エンジニアリング株式会社
- 新造船・改造船・修繕船、船舶艤装品の設計
- 設計者、技術者の派遣

#### 中国
- 常石集団（舟山）造船有限公司
- 常石（鎮江）鋼装有限公司
- 常石（舟山）鉄工有限公司

#### フィリピン
- Tsuneishi Heavy Industries (Cebu), Inc.
- Tsuneishi Technical Service (philippines), Inc.
- K&A METAL INDUSTRIES, Inc.

### 海運
神原汽船株式会社
- 貨物船（定期船・不定期船）の運航
- 船舶の貸渡業

神原ロジスティクス株式会社
- 福山港での物流サービス

神原タグマリンサービス株式会社
- 曳船業、曳航作業等

神原マリン株式会社
- 船員の配乗業務

### 環境・エネルギー
ツネイシCバリューズ株式会社
- 船舶燃料供給販売およびガソリンスタンド店舗運営
- 太陽光発電事業
- モビリティ事業

ツネイシカムテックス株式会社
- 産業廃棄物の中間処分から最終処分事業
- 船舶廃油処理事業
- リサイクル事業
- 環境分析事業

### サービス事業
ツネイシLR株式会社
- みろくの里
- 神勝寺温泉

株式会社せとうちクルーズ
- ガンツウ
- ONOMICHI U2
- LOG
- せとうち港のやど
- エステ&整体tent
- ベラビスタ境ガ浜（ベラビスタスパ&マリーナ尾道、ベラビスタマリーナ）

### 小型船・建設・不動産
ツネイシクラフト&ファシリティーズ
- アルミ船、FRP製の建造
- 救命艇等点検および整備
- 総合建設業
- 不動産

### 航空
せとうちSEAPLANES
せとうちホールディングスの子会社。航空運送事業を行っていた。2022年（令和4年）7月清算結了。
アメリカのクエスト・エアクラフトを子会社し、小型航空機の製造販売を行っていた。

### 撤退した事業・会社
- スノーリゾート猫山
- アンクル船長の館
- 明石淡路フェリー株式会社[5]

## 補足
- TVドラマ「ゴリラ・警視庁捜査第8班」の福山ロケでは常石造船グループが全面協力した。
- 現社長の実姉である神原弥奈子が代表取締役社長を務めるIT企業「ニューズ・ツー・ユー」の社外取締役を堀江貴文が務めていた縁もあってか、郵政解散に伴う2005年の総選挙では広島6区から出馬した堀江を支持した。
- 2006年6月に当時の常石造船が広島市民球場の命名権（ネーミングライツ）購入を申し出た。購入希望額は2億円×年とされており、命名権購入後も「市民球場」の名前を残す形で検討しているとしていた。当初、広島市は市民球場の命名権売却を検討していない状態であったが、常石造船の申し出を受けて検討した結果、2007年6月に現球場への命名権導入そのものを見送る判断を示し、命名権購入は実現しなかった。
- 大林宣彦の尾道映画「ふたり」の撮影にも協力している。

## 提供番組
- TSUNEISHI GROUP SATURDAY NIGHT CRUISE 桑田佳祐のやさしい夜遊び（TOKYO FM、2008年4月-2009年3月、2010年4月-）
  - 2010年からは番組表への記載、CMは放送されるものの提供クレジットの読み上げはされない。